# Proasellus barduanii
Proasellus barduanii är en kräftdjursart som beskrevs av Alouf, Henry och Guy Magniez 1982. Proasellus barduanii ingår i släktet Proasellus och familjen sötvattensgråsuggor. Inga underarter finns listade i Catalogue of Life.